# Zespół pałacowo-parkowy w Dobrej
Zespół pałacowo-parkowy w Dobrej (niem. Schloß Dobrau) – neogotycki pałac otoczony parkiem znajdujący się w województwie opolskim, w powiecie krapkowickim, w gminie Strzeleczki, we wsi Dobra. Był dawną siedzibą rodów Redern i Seherr-Thoss. Obiekt położony jest przy drodze wojewódzkiej nr 409, pomiędzy Prudnikiem (31 km) a Krapkowicami (5 km). Zbudowany staraniem hrabiego Hermanna von Seherr-Thoss w latach 1857–1860 na miejscu poprzedniego barokowego pałacu, który pochodził z 1750 roku.

## Historia

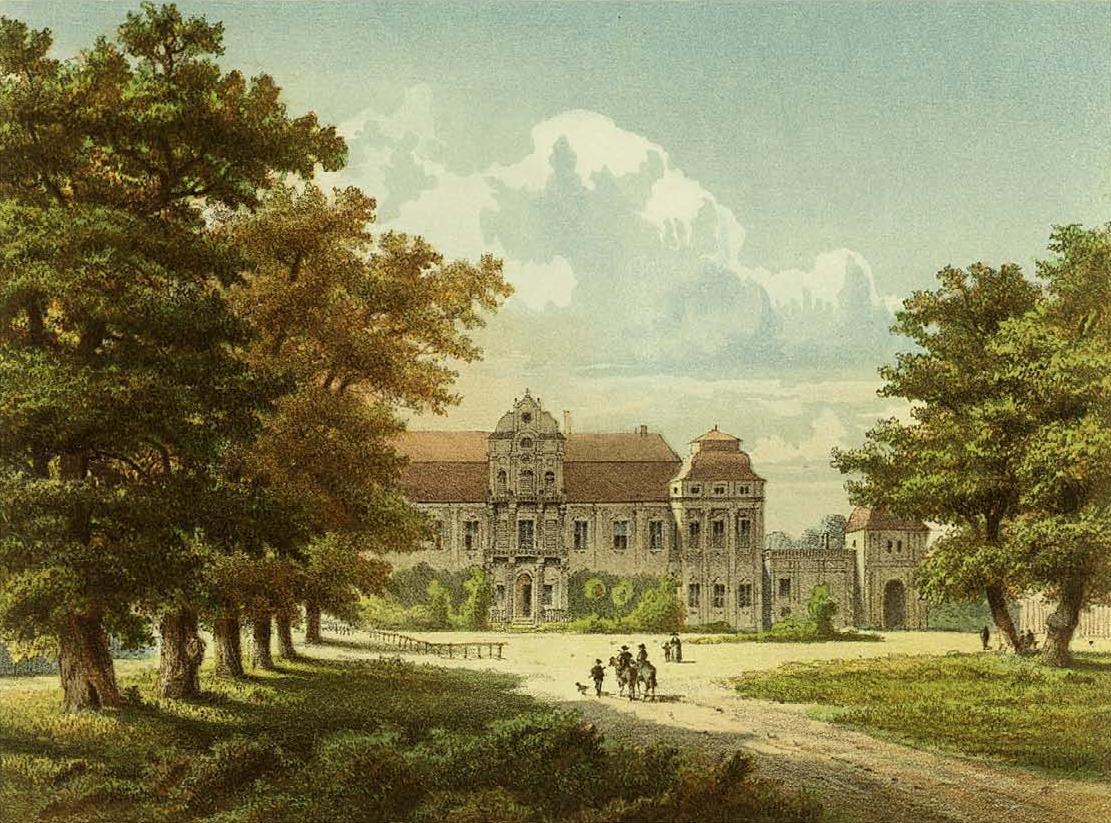
Barokowy pałac przed przebudową

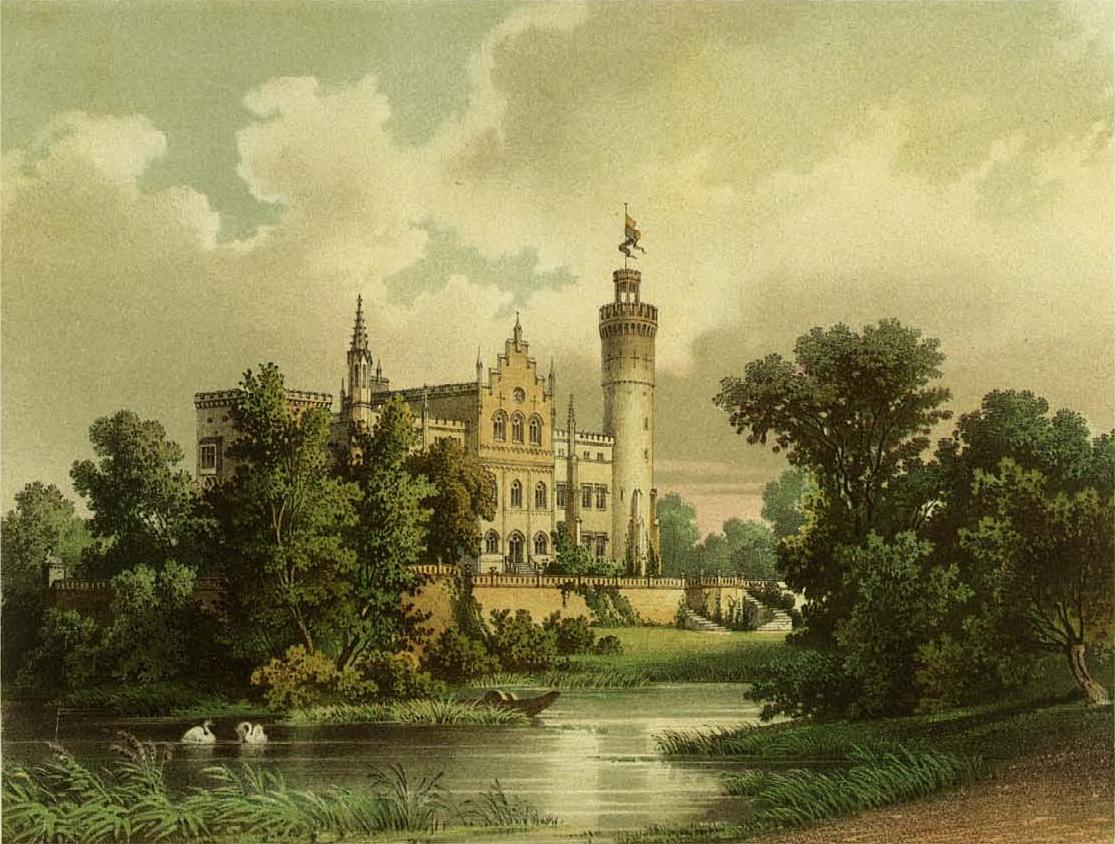
Pałac po przebudowie z 1860 r.

Hrabia Erdmann Karol von Roedern, królewski radca dworu, syn Karola Gustawa, pruskiego ministra wojny, zbudował w Dobrej pałac w stylu baroku francuskiego w latach 50. XVIII wieku. W roku 1780 sprzedał posiadłość Leopoldowi Henrykowi von Seherr-Thoss, podczaszemu księstwa górnośląskiego, radcy dworu Fryderyka Wielkiego oraz jednemu z największych posiadaczy ziemskich tego czasu. Przez 50 lat Dobrą zarządzał jeden z jego trzech synów, Ernest Roger von Seherr-Thoss (1851-1922), porucznik regimentu w bitwie pod Jeną. Po jego śmierci dobra odziedziczył najstarszy syn  Hermann  von Seherr-Thoss (1879-1959), który w 1909 ożenił się z Muriel White (1880-1943). Herman był królewskim starostą okręgu niemodlińskiego, oficerem regimentu huzarów. Hrabia dokonał w drugiej połowie XIX w. przebudowy pałacu w stylu neogotyckim, według planów architekta Gottgetrena z Charlottenhof. O przypałacowy park dbał mistrz ogrodniczy z Bad Muskau, Edward Petzold. Przecinały go strumyki i jeziorka, pływały łódki, żyło ptactwo wodne. W pobliżu była herbaciarnia, kwitł ogród różany (rozarium). Obok największego stawu zbudowano hotel w stylu szwajcarskim.

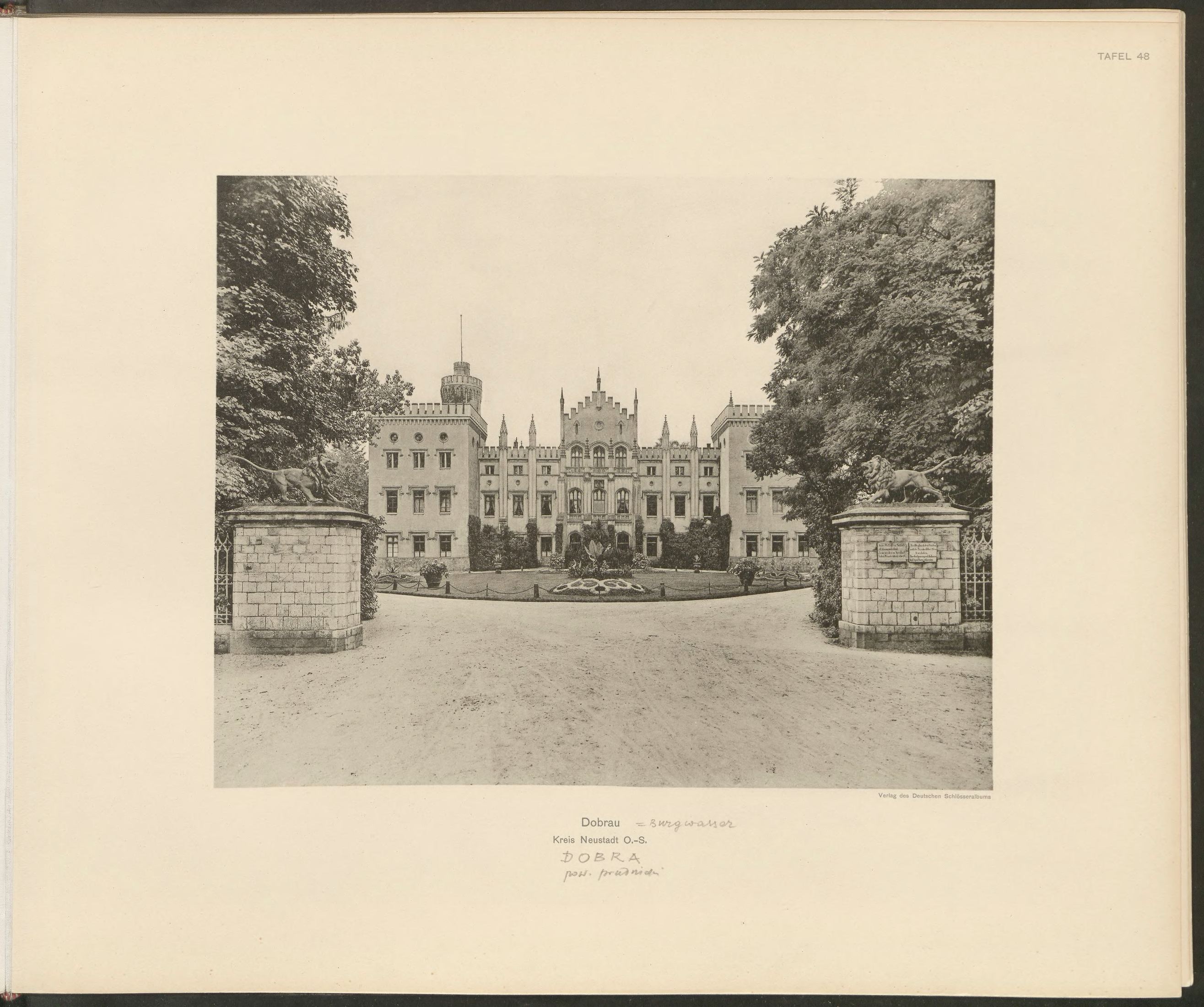
Pałac w Dobrej (1909)

Żona hrabiego, Muriel White Seher-Thoss, była córką amerykańskiego przemysłowca. Uchodziła za osobę skromną, ale zarazem ekscentryczną. W marcu 1943 roku, według niepotwierdzonych informacji, synowie hrabiny mieli przebywać w Ameryce. Gestapo zażądało, żeby sprowadziła ich do Niemiec, grożąc jej wysłaniem do obozu koncentracyjnego. Bojąc się, że synowie mogą ulec szantażowi, popełniła samobójstwo, skacząc w przepaść z wieży zamkowej. Spoczęła w rodzinnym grobowcu przy kościele Jana Chrzciciela. W styczniu 1945 roku zamek zajęli Rosjani. Popadł w ruinę po wojnie, gdy został znacjonalizowany – strawił go pożar.
Resztki mebli, wyposażenia i elementów budowlanych rozgrabili mieszkańcy z okolicy. Stropy i dach zawaliły się, wśród pozostałych ścian wyrosły drzewa. Park zdewastowano, skradziono resztki szlachetnych drzew i krzewów. W roku 2001 odkupiony został przez gliwickiego biznesmena od Nadleśnictwa Prószków, co ocaliło obiekt od całkowitego zniszczenia. Od roku 2002 prowadzone są prace zmierzające do uratowania i kompleksowej rewaloryzacji obiektu. Spod zawalonych stropów wydobyto prawie 3 tysiące metrów sześciennych gruzu, wycięto kilkudziesięcioletnie drzewa, rosnące w zawalonych wnętrzach. Zbudowano ściany nośne, żelbetowe schody, dach, stropy, odtworzono sterczyny z piaskowca i stopu cynowo-tytanowego.
Pałac w Dobrej przyciąga uwagę plastyków z całej Polski. Odbywają się tu doroczne plenery malarskie.

## Architektura

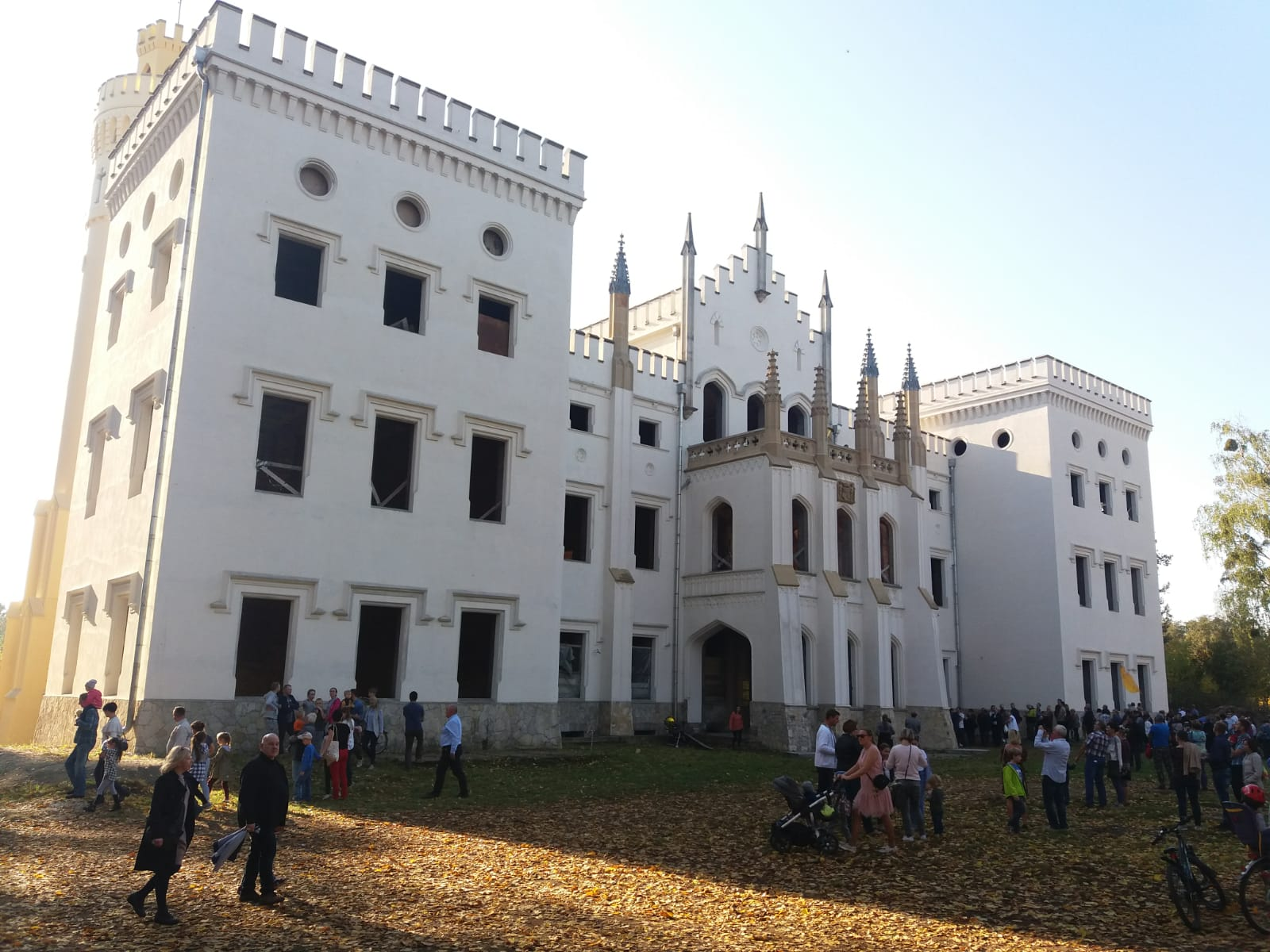
Reprezentacyjna fasada (2018)

### Pałac
Budowla zachowała większą część dawnej bryły barokowej na rzucie prostokąta z trzema ryzalitami od frontu i jednym od ogrodu. Przy narożu elewacji ogrodowej dobudowano cylindryczną 6-kondygnacyjną wieżę. System artykulacji ścian został zachowany, zmianie uległa jedynie dekoracja – barokowy detal został zastąpiono neogotyckim. Także niesymetrycznie usytuowanie wieży i wieżyczek narożnych oraz wielkość akcentów wysokościowych przyczyniły się do powstania zróżnicowanej, rozczłonkowanej bryły o urozmaiconym rysunku sylwetki, zgodnie z romantycznym pojmowaniem malowniczości w architekturze. Pałac z wysokości sztucznego wzniesienia pseudobastionu otwierał się na równie urozmaicony w swej komponowanej naturalności park romantyczny. Gottgetreu wraz z Lüdecke stworzyli obiekt, którego styl został przez jedną z angielskich redakcji określony jako castelled tj. styl zamkowy. Jego cechą charakterystyczną jest świadoma recepcja form wywodzących się ze średniowiecznej architektury obronnej, często stylizowanych, przetwarzanych w malownicze układy. Za przykład może tu posłużyć wspomniana 6-kondygnacyjna wieża. Na Śląsku Opolskim styl ten prócz w Dobrej reprezentuje pałac w Jędrzejowie.

### Kościół

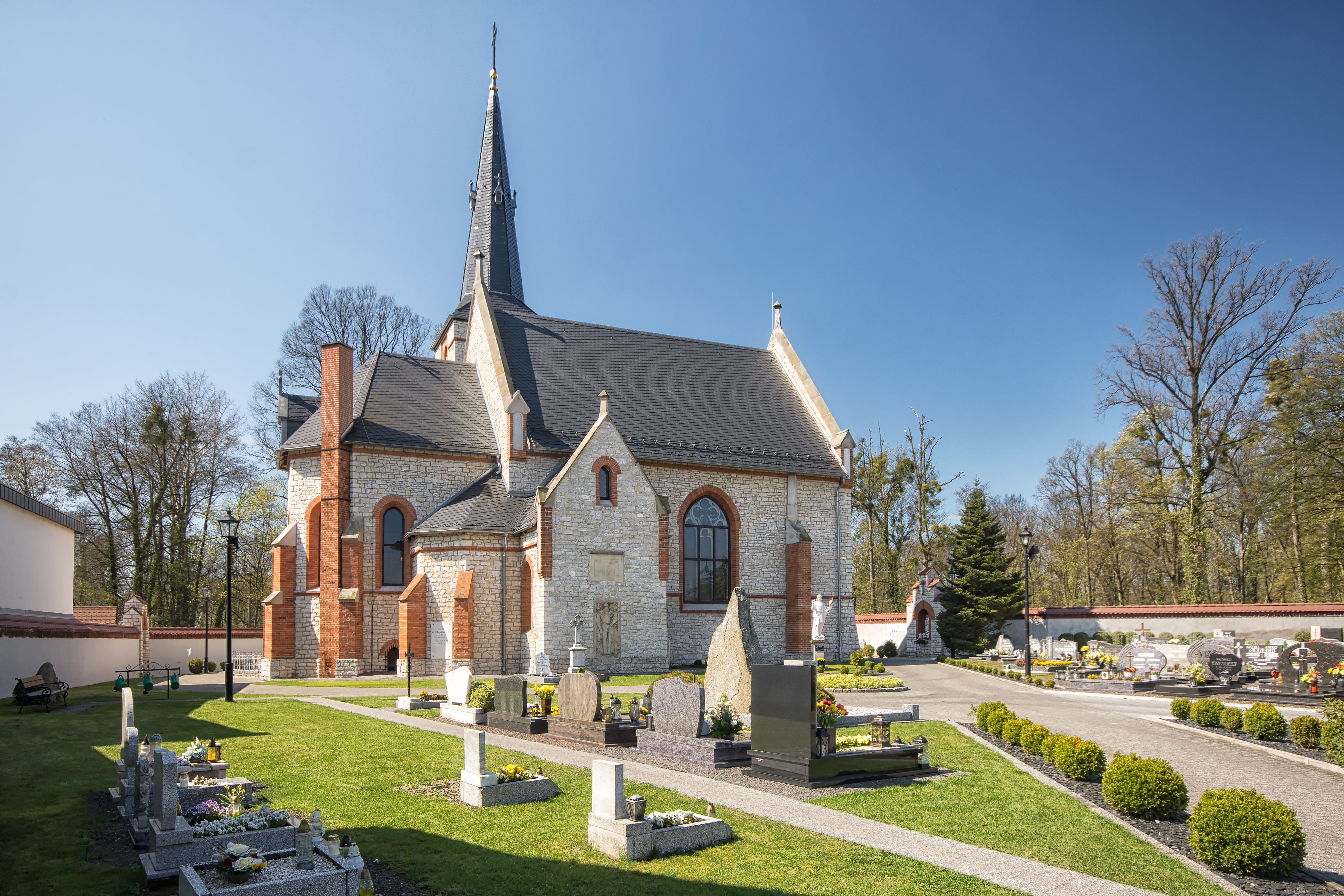
Katolicki kościół ufundowany przez Olgę Seherr-Thoss

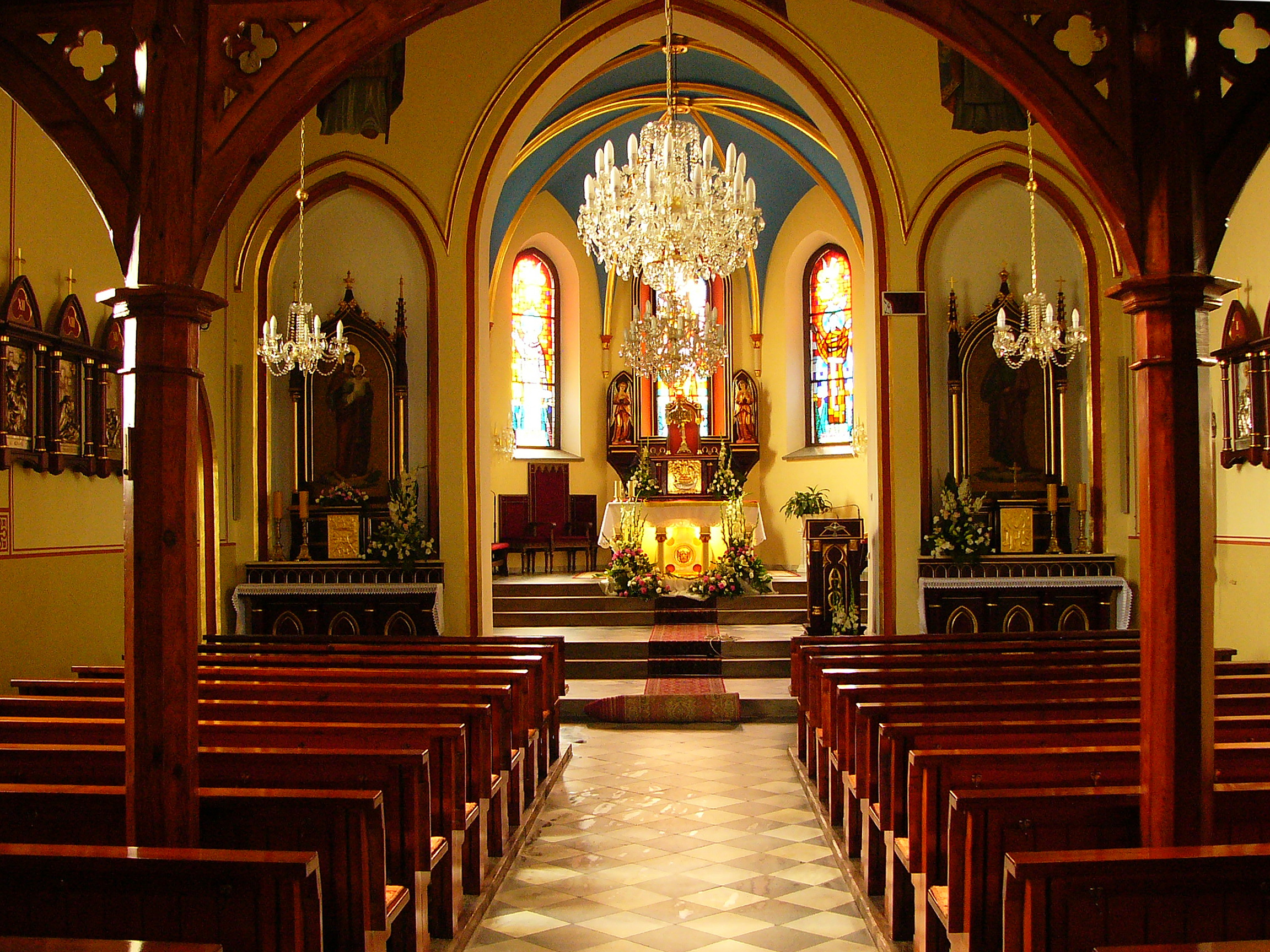
Wnętrze kościoła

Rodzina Seherr-Thoss była w większości protestancka, ale przywiązywała wagę do spraw katolickiej parafii. W dniu 12 czerwca 1867 r. został położony kamień węgielny pod fundamenty nowego kościoła. Jego fundatorką była hrabina Olga von Seherr-Thoss z rodu Strachwitz, a architektem był Rudolf Gottgetreu, dzięki czemu zachowano pewną spójność architektoniczną między nowym kościołem a resztą budynków około pałacowych. XIX-wieczny kościół został postawiony z kamienia, a dach został przykryty łupkiem. Cały utrzymany w stylu neogotyckiego został zbudowany obok starego kościoła. Stary budynek musiał zostać usunięty, gdyż przeszkadzał w budowie kaplicy hrabiowskiej i bocznej. Stare wyposażenie wnętrza, z wyjątkiem chrzcielnicy i obrazu św. Urbana, zostało sprzedane do Obrowca.
W kościele postawiono cztery ołtarze: główny – św. Jana Chrzciciela, dwa boczne – św. Józefa i Matki Bożej oraz w kaplicy bocznej ku czci Chrystusa z Góry Oliwnej. Przy głównym wejściu umieszczono figury św. Józefa i św. Antoniego. W ołtarzu głównym umieszczono także dwie figury aniołów i krzyż. W prezbiterium zawieszono figurę Serca Pana Jezusa. Z tyłu kościoła ustawiono konfesjonał, a po prawej stronie nawy – ambonę. Do wyposażenia kościoła należały także nowe organy. Dnia 10 listopada 1867 r. został osadzony krzyż na wieży kościoła. W przeddzień wigilii Bożego Narodzenia 1867 r. dokonano poświęcenia kościoła. Pod głównym ołtarzem zrobiono kryptę grobową dla rodziny Seherr-Thoss. Dnia 11 sierpnia 1909 r. zmarła fundatorka kościoła i zarazem gorliwa katoliczka – hrabina Olga. Pochowano ją  w miejscu przylegającym do prezbiterium. W styczniu 1945 r., kiedy przez wieś przechodził front, żołnierze sowieccy dopuścili się świętokradztwa dewastując elementy kościoła.

### Kostnica
Nowy kościół został wybudowany w obrębie cmentarza wraz z neogotycką kostnicą, która również została utrzymana w stylu kościoła. Znajdowały się w niej mary i narzędzia grabarza. Czasami zdarzało się, że zamiast w domu zwłoki były trzymane w kostnicy do czasu ich pogrzebania.

### Kaplica pałacowa
Oprócz kościoła katolickiego w Dobrej istniała jeszcze kaplica pałacowa, dla której przy budowie pałacu przeznaczono osobne pomieszczenie. Prawdopodobnie również była utrzymana stylistycznie w duchu neogotyckim. Staraniem hrabiny Olgi w pałacu rezydowali kapelani. W kaplicy znajdował się obraz Matki Boskiej Częstochowskiej i figura Serca Pana Jezusa. Kaplica była poświęcona i wyposażona w ołtarz, klęczniki i fisharmonię. Obraz nad ołtarzem przedstawiał św. Teresę Wielką. W środy w tejże kaplicy odprawiano mszę świętą. W styczniu 1945 r. kaplica wraz z zamkiem uległa całkowitemu zniszczeniu na skutek działań wojennych.

### Mauzoleum

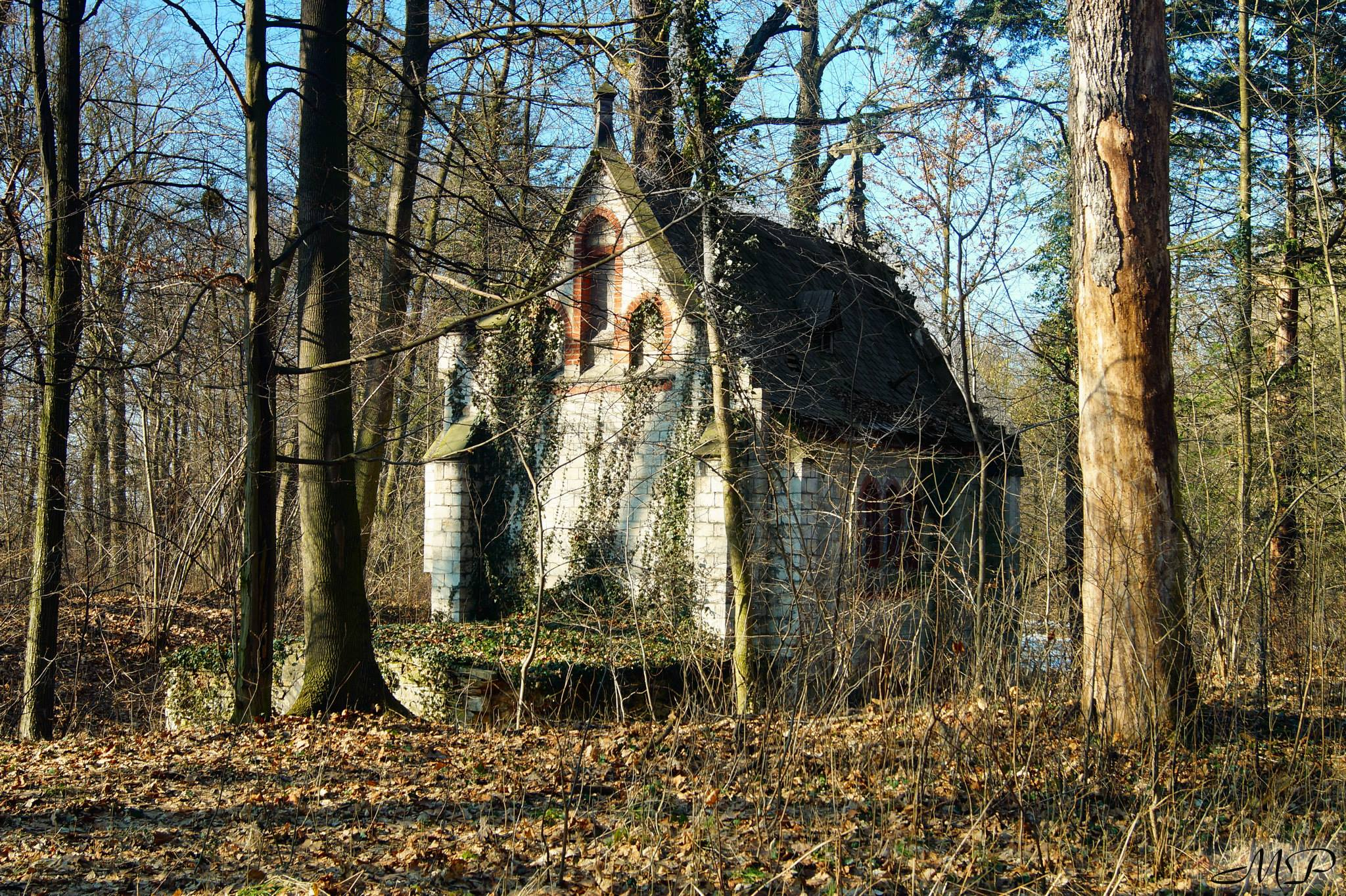
Mauzoleum (2015)

W 1882 roku wybudowano w parku grobowiec dla ewangelickich członków rodziny Seherr-Thoss. Został usytuowany na sztucznie usypanym niewielkim wzniesieniu wśród sosen i świerków. Z alei parkowej do grobowca prowadziła bardzo wąska alejka. Mauzoleum zbudowano z kamienia, a dach pokryto łupkiem. Całość była utrzymana podobnie jak pałac i kościół w stylu neogotyckim. Nad drzwiami wejściowymi wmurowano herb rodziny. Wewnątrz na ścianie umieszczono napis zaczerpnięty z apokalipsy św. Jana (Ap.20,6). W środku znajduje się sześć nisz grobowych. W kaplicy zostało pochowane cztery osoby. W 1945 r. wkraczający do Dobrej żołnierze armii sowieckiej nie oszczędzili również budynku grobowca w którym dokonano zbezczeszczenia zwłok. Po wojnie obiekt sukcesywnie popadał w ruinę poprzez nieustępujące akty wandalizmu. Kiedy w 2001 r. pałac wraz z przylegającym parkiem został zakupiony przez nowego inwestora, wejścia i okna do grobowca zostały zamurowane.

### Strażnice parkowe

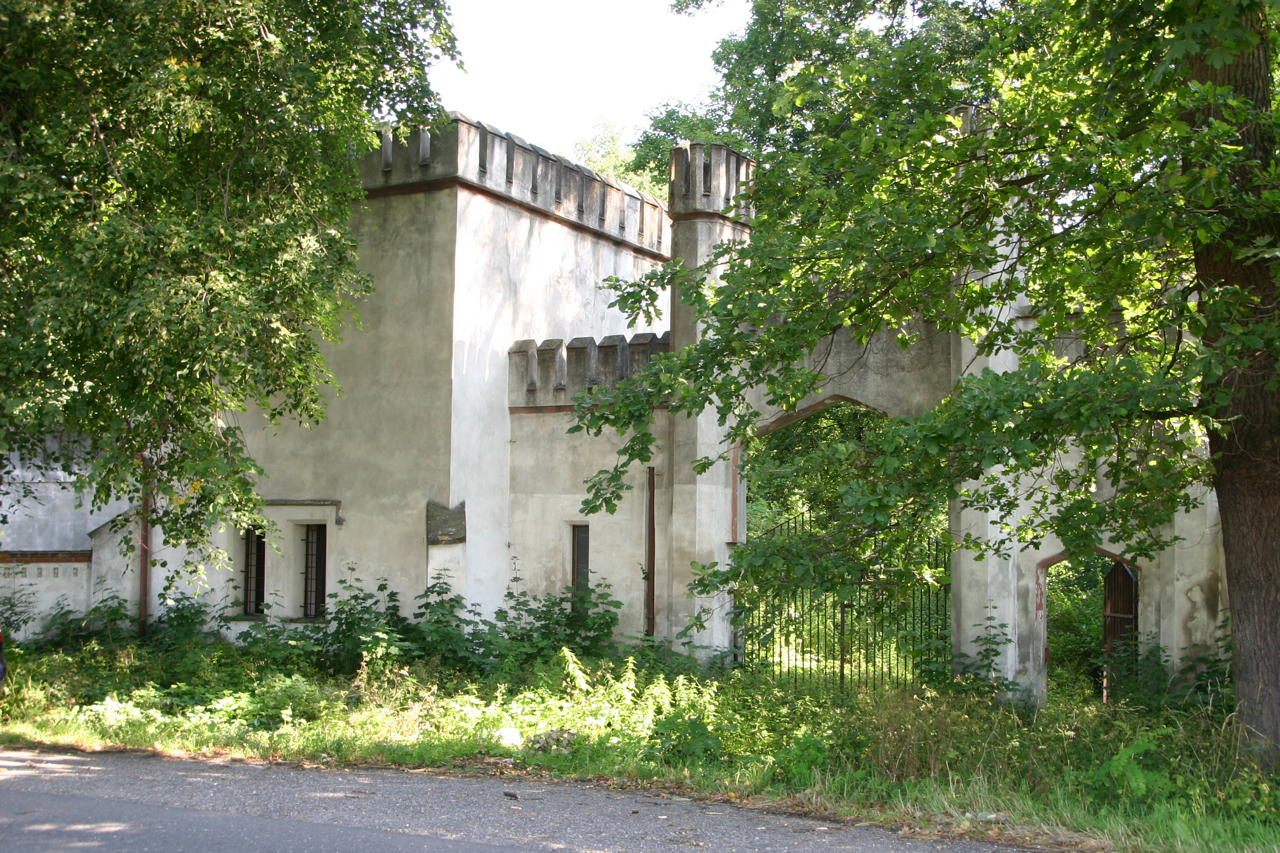
Strażnica parkowa

Do pałacu przylegają dwie strażnice parkowe. Pierwsza z nich jest usytuowana nieopodal dobrzańskiego jeziorka – ma formę twierdzy z wieżą z kamienia wapiennego, obok budynku znajdowała się ozdobna brama, od której wzdłuż drogi biegła aleja parkowa. Drugą strażnicę usytuowano tuż przy mostku prowadzącym do pałacu. Jej styl architektoniczny jest taki jak reszty neogotyckich zabudowań. Strażnica ta została wybudowana wraz z okazałą bramą, nad którą pieczę prawdopodobnie sprawował dozorca, który miał urządzony w stróżówce m.in. pokój sypialny, kuchnię oraz toaletę. Obie stróżówki były kolejno zaprojektowane przez Karla Lüdecke i Rudolfa Gottgetreu.

### Oficyna pałacowa i folwark

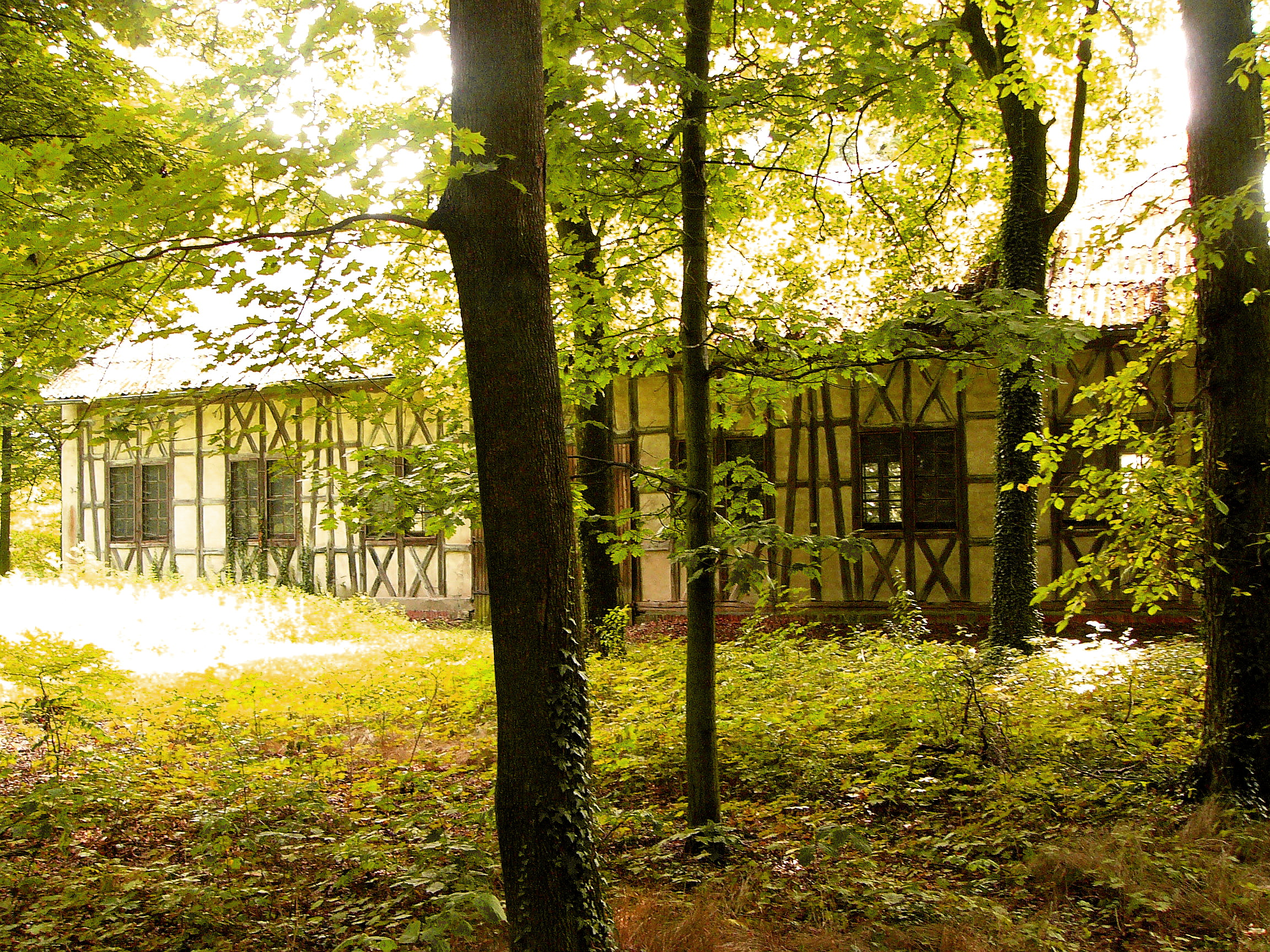
Spichlerz

Do XXI wieku przetrwała oficyna pałacowa, która została wzniesiona w stylu barokowym i prawdopodobnie pełniła funkcję budynku administracyjnego mieszcząc w sobie również służbę pałacową. Kilka zabudowań byłego folwarku już nie istnieje, ostały się m.in. wozownia, stajnie, spichlerz oraz budynki ogrodnictwa, szklarnie i oranżerie.

## Park

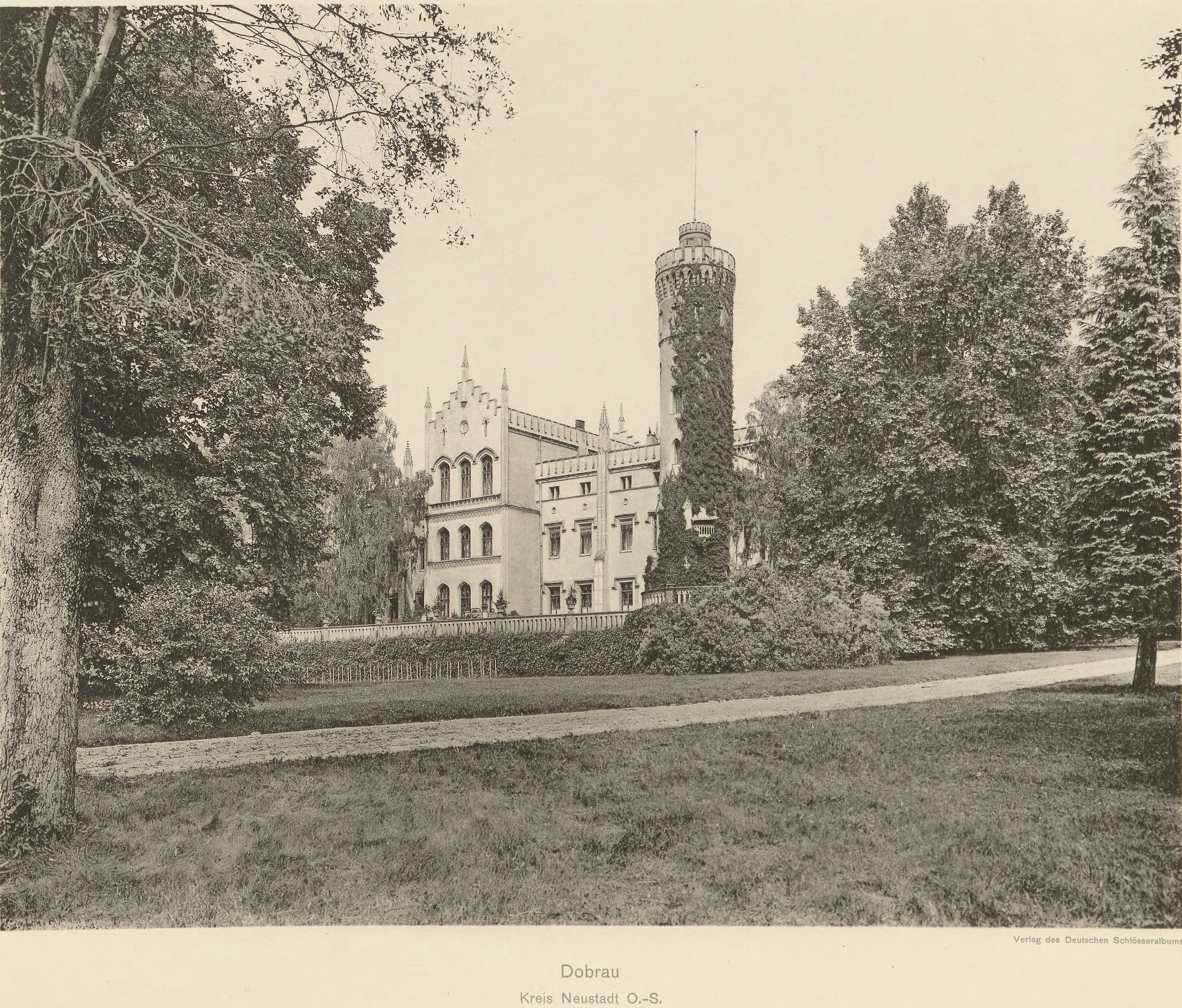
Fragment parku

Utrzymany w romantycznym stylu pałac wymagał nowego malowniczego otoczenia, jakie mógł stworzyć tylko park krajobrazowy. Do wykonania projektu parku wybrano Gustawa von Meyera. Projekt swój konsultował najprawdopodobniej z architektami pałacu, ponieważ na terenie parku umieścił kilka neogotycki budynków, których twórcą był Karl Lüdecke i Gottgetreu lub któryś z jego pomocników. Gustaw Meyer był najzdolniejszym uczniem Piotra Lennea, także wyrazicielem głoszonych przez mistrza idei w dziedzinie nowego przestrzennego planowania. Znany był głównie jako twórca miejskich ogrodów, takich jak Friedrichshain i Treptower Park w Berlinie, a także współpracował przy urządzeniu ogrodów w Poczdamie. W 1870 r. przejął on funkcję Piotra Lenne, stając się naczelnym dyrektorem berlińskich ogrodów. Działalność Mayera na Śląsku jest nieznana. Założenie parkowe w Dobrej na najprawdopodobniej jest jednym jego dziełem na Śląsku.
Gdy powstało nowe założenie parkowe likwidacji uległ wcześniejszy ogród barokowy. Na terenie parku wznoszono małe budowle utrzymane w tym samym stylu co pałac. Na polecenie hrabiego von Seherr-Thoss niektórzy mieszkańcy otrzymawszy w zamian nowe działki budowlane musieli opuścić niektóre tereny na rzeczy nowo powstającego parku. Realizację tego ogromnego zadania w terenie powierzył hrabia Herman słynnemu już wówczas mistrzowi ogrodniczemu Eduardowi Petzeldowi, prowadzącemu również rozbudowę ogrodów księcia Pücklera w Bad Muskau. Wielkość parku zwiększono do 90 hektarów. Cechą całego założenia parkowego w Dobrej było wykorzystanie naturalnego środowiska, a mianowicie rzeki z jej rozlewiskami oraz lasu z jego starym drzewostanem. Kompozycja parku zasadza się na utworzeniu olbrzymiej polany trawiastej ciągnącej się wzdłuż rzeki, bogato ukonturowanej wysokim zadrzewieniem, które wchodzi na teren polany, a także cofa się tworząc zaciszne zatoki. Po parku biegały daniele i sarny, podkreślając jego idylliczny charakter. Ponadto w otaczającym parku hodowano różne zwierzęta. Na przepływającej przez park rzece Białce wybudowano wodospad i wielki staw hodowlany. W późniejszym czasie powstał w stylu szwajcarskim "Parkhotel", by goście mogli się zatrzymać i zwiedzić park na dłużej. Park w Dobrej był porównywany bogactwem kompozycji roślinnych do parku w Bad Maskau, jedynie w mniejszym wydaniu. Romantyczna siedziba von Seherr-Thossów należała do najwcześniejszych przykładów stylu neogotyckiego na terenie Śląska Opolskiego.